# Liste der Naturdenkmale in Herborn
Die Liste der Naturdenkmale in Herborn nennt die auf dem Gebiet der Stadt Herborn gelegenen Naturdenkmale. Sie sind bei der unteren Naturschutzbehörde des Lahn-Dill-Kreises (Abteil Umwelt, Natur und Wasser) eingetragen.
| Bild                          | Bezeichnung                        | Ortsteil, Lage                                   | Beschreibung | Art        | Nr. |
| ----------------------------- | ---------------------------------- | ------------------------------------------------ | --- | ---------- | --- |
| Fotos hochladen               | 13 Hutebuchen Schönbach            | Schönbach 50° 39′ 19,8″ N, 8° 12′ 12,3″ O        | Viehweide mit 13 Hutebuchen. Alter: ca. 250 Jahre, Umfang: ca. 4,00 m, Höhen: 20–30 m. Schutzgrund: Alter, Schönheit.                                                                    |            | 117 |
| Fotos hochladen               | Eichengruppe Jungviehweide Hörbach | Hörbach 50° 39′ 43,7″ N, 8° 14′ 52,6″ O          | Gruppe ausdrucksvoller Eichen, tief ansetzende, ausladende Kronen. Umfang: 3,30 m bis 5,10 m, Höhe etwa 24 m. Schutzgrund: Eigenart, Schönheit.                                          | Baumgruppe | 133 |
| Fotos hochladen               | Eiche Merkenbach                   | Merkenbach 50° 39′ 15,1″ N, 8° 17′ 7,9″ O        | Eichen. Umfang: 3,50 m bis 3,80 m, Höhe 24 m. Schutzgrund: Alter, schöner Wuchs. | Einzelbaum | 139 |
| Fotos hochladen               | Eisenkieselfelsen Hörbach          | Hörbach 50° 39′ 59,2″ N, 8° 15′ 33,6″ O          | Imposanter Eisenkiesel-Härtling als Relikt tertiärer Verwitterung. Schutzgrund: Eigenart, Schönheit.                                                                                     |            | 71  |
| Fotos hochladen               | Felsblockgruppe Herborn            | Herborn 50° 41′ 0,7″ N, 8° 19′ 5,5″ O            | Gesteinsblöcke, Härtlinge als Reste tiefgründiger tertiärer Verwitterung. Schutzgrund: Seltenheit, erdgeschichtliche Bedeutung.                                                          |            | 70  |
| Fotos hochladen               | Hainbuchenbestand Hörbach          | Hörbach 50° 40′ 32″ N, 8° 16′ 12,3″ O            | Ehemalige Viehweide mit einem Bestand von ca. 70 Hainbuchen. Umfang: ca. 2,60 m, Höhe ca. 20 m. Schutzgrund: Eigenart, Schönheit.                                                        |            | 134 |
| Fotos hochladen               | Linde am Berg Merkenbach           | Merkenbach 50° 39′ 16,4″ N, 8° 17′ 51,4″ O       | Im Jahr 1915 im Gedenken an die Freiheitskriege 1813–15 gepflanzter markanter Einzelbaum mit schöner Wuchsform. Schutzgrund: Schönheit, landeskundliche Bedeutung.                       | Einzelbaum | 173 |
| mehr Fotos \| Fotos hochladen | Steinbruch am Weinberg Herborn     | Herborn, Am Weinberg 50° 41′ 5″ N, 8° 18′ 2,3″ O | Geologischer Aufschluss aus Kulm-Tonschiefer (Unterkarbon), bekannte Fossilfundstätte. Schutzgrund: Bedeutung für Forschung und Lehre, erdgeschichtliche Bedeutung.                      | Aufschluss | 132 |
| Fotos hochladen               | Wacholderheide Amdorf              | Amdorf 50° 40′ 53,2″ N, 8° 15′ 27,6″ O           | Magerstandort in einer Hanglage. Oft säulenartig ausgeformter Wacholder, sowie Vorkommen von Eiche, Buche, Kiefer, Heckenrose, Weißdorn und Schlehe. Schutzgrund: Seltenheit, Schönheit. |            | 142 |
| Fotos hochladen               | Zwei Eichen Schönbach              | Schönbach 50° 39′ 53,8″ N, 8° 13′ 27,4″ O        | Bizarre Einzelbäume, Umfang: 3,80 m Höhe: 10 m. Schutzgrund: Alter, Schönheit. (Es ist nur noch das abgestorbene Fragment einer Eiche vorhanden)                                         | Baumgruppe | 81  |